# Akulivik Airport
Akulivik Airport (franska: Aéroport de Akulivik) är en flygplats i Kanada.   Den ligger i provinsen Québec, i den östra delen av landet, 1 700 km norr om huvudstaden Ottawa. Akulivik Airport ligger 22 meter över havet.
Terrängen runt Akulivik Airport är platt. Havet är nära Akulivik Airport åt sydväst. Trakten är glest befolkad. Närmaste större samhälle är Akulivik, 3,4 km sydväst om Akulivik Airport. 